# Evangeliario di Lorsch

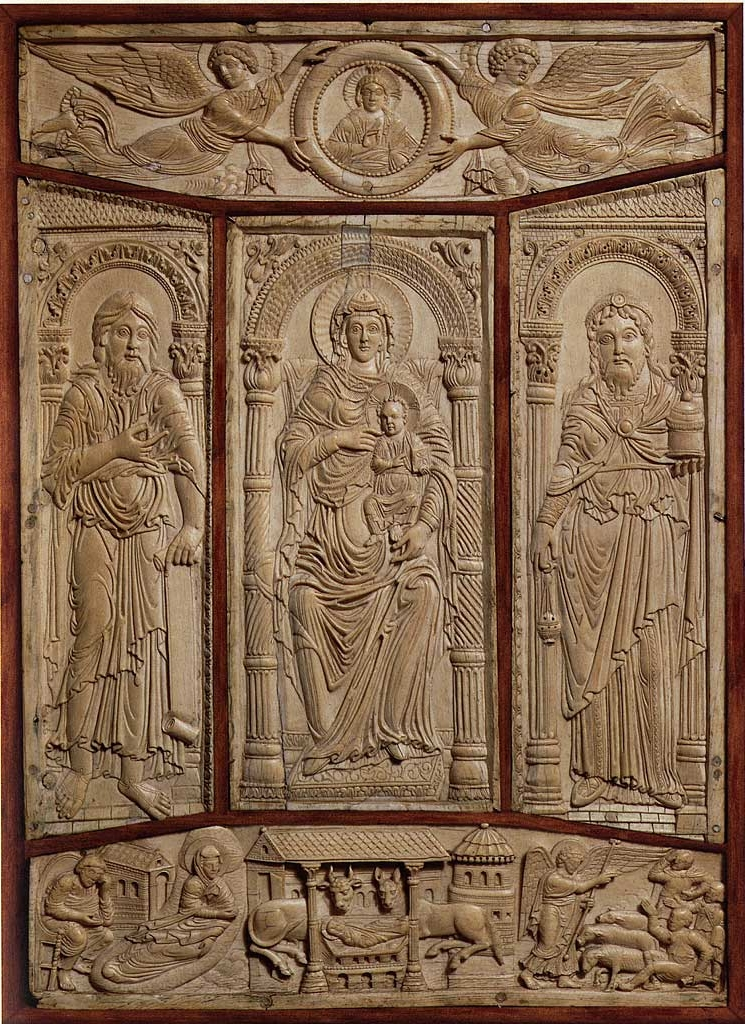
La copertina in avorio intagliato, Victoria and Albert Museum, Londra

L'Evangeliario di Lorsch (Codex Aureus di Lorsch) è un vangelo miniato redatto tra il 778 e l'820 ed è tra i capolavori della miniatura carolingia. È conservato in parte presso la Biblioteca apostolica vaticana (vangeli secondo Luca e secondo Giovanni oltre alla copertina posteriore in avorio, Pal. lat. 50) il resto dei testo è ad Alba Iulia, in Romania (Biblioteca Documenta Batthyaneum, s.n., parte della Biblioteca nazionale romena) mentre il piatto anteriore della copertina è a Londra (Victoria & Albert Museum).

## Storia
La prima localizzazione nota è l'Abbazia di Lorsch, dove figurò in un catalogo redatto sotto l'Abate Adelungo come Evangelium scriptum cum auro pictum habens tabulas eburneas. Il nome di Codex Aureus deriva appunto dalla presenza di lettere in inchiostro dorato.
Creato, se non per Carlo Magno stesso, per un'alta committenza vicina alla sua corte, le sue miniature mostrano un aulico stile bizantino con alcune influenze tipicamente occidentali, come le finte architetture di sfondo o l'uso di incorniciature composte da archi e colonne, tipiche della scultura tardo-antica in Italia. Vi si trovano anche echi di motivi presenti quegli oggetti preziosi scambiati come dono tra la corte imperiale, Roma e Bisanzio (ma anche dei saccheggi dei popoli vinti), quali cammei, monete, oreficerie e stoffe, segno di un'arte dove convergevano stimoli anche molto differenti. Notevole è anche la copertina in avorio scolpito risalente allo stesso periodo. Alcune note apposte su una pagina del Codex Aureus ricordano come un nobile anglosassone Ealdorman Aelfred e sua moglie abbiano riscattato il codex caduto in mano dei Vichinghi forse dopo l’attacco a Canterbury del 851.
Nel XVI secolo venne trasferito ad Heidelberg, presso la Biblioteca Palatina, prima della secolarizzazione del monastero del 1563. Nel 1622 durante la Guerra dei Trent'anni il manoscritto fece parte del bottino dell'esercito cattolico. In quell'occasione venne diviso in due ed inoltre le copertine vennero tolte per renderlo più leggero durante il trasporto. La prima parte del testo finì alla Biblioteca Migazzi e da lì venne venduto al vescovo Ignac Batthyani; oggi è confluita nella biblioteca della città romena di Alba Iulia. La seconda parte, insieme alla maggior parte della Biblioteca Palatina, fu trasferita alla Biblioteca Vaticana. I due piatti di copertina invece finirono una al British Museum di Londra (poi passata al Victoria and Albert Museum) e una ai Musei Vaticani di Roma.

## Galleria d'immagini

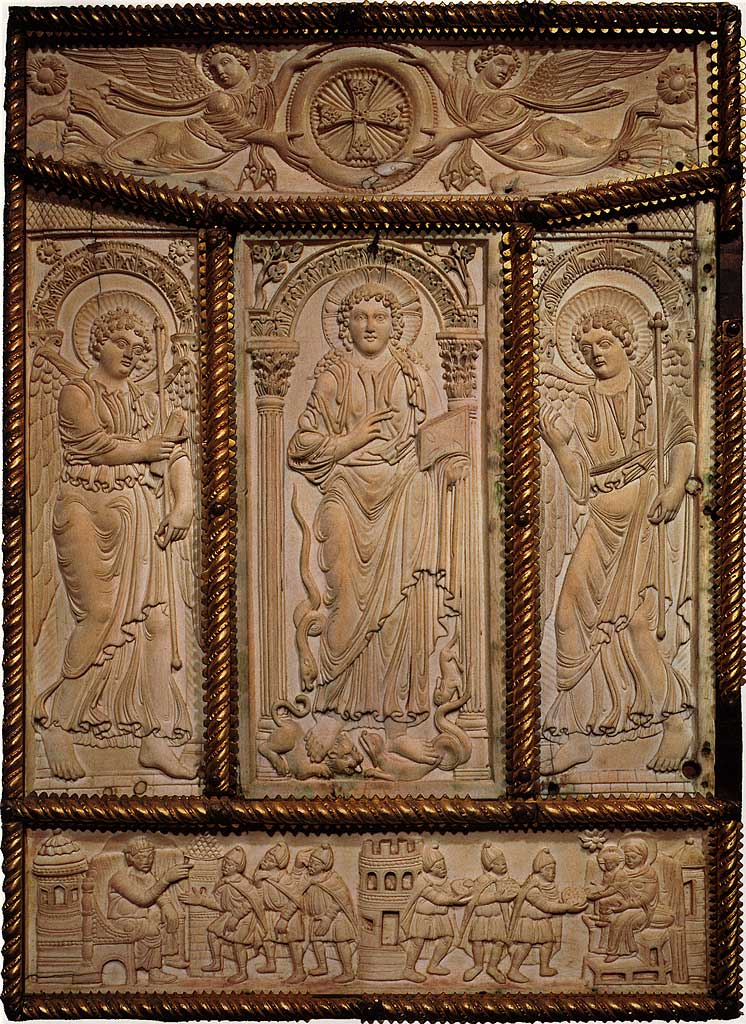
L'ultima di copertina, Musei Vaticani
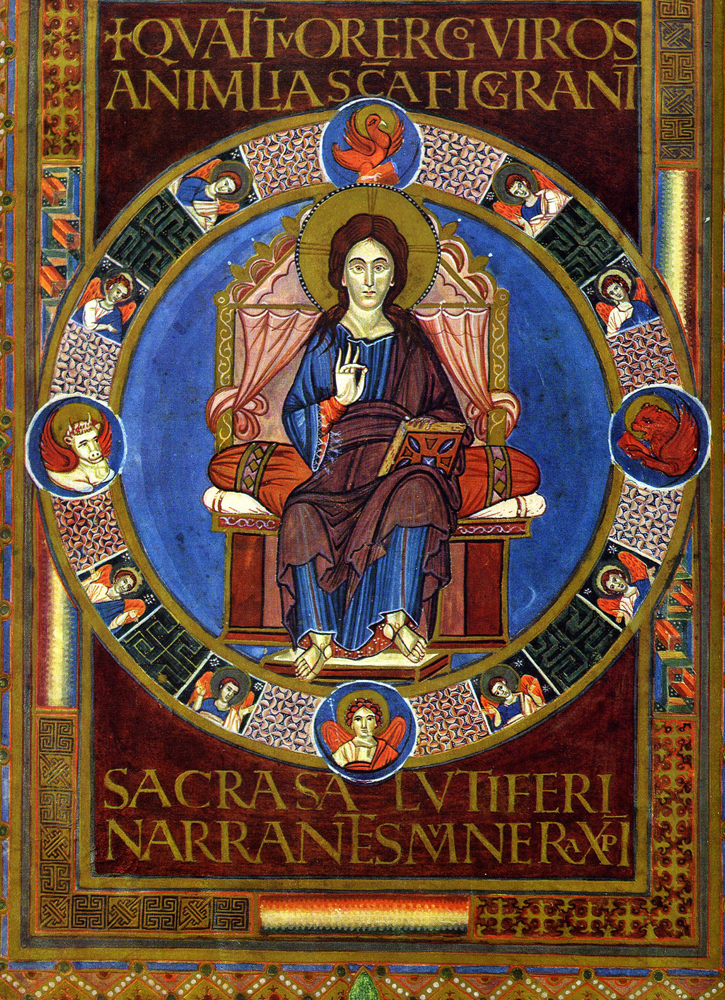
Cristo in maestà (f. 72 v)
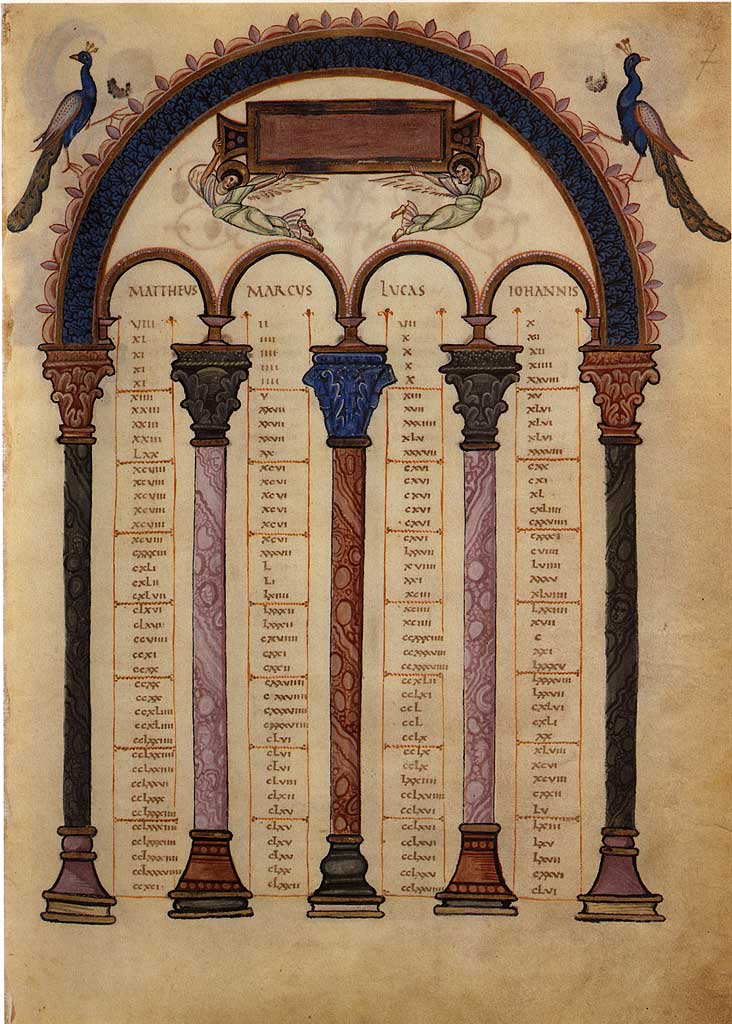
Pagina dei canoni
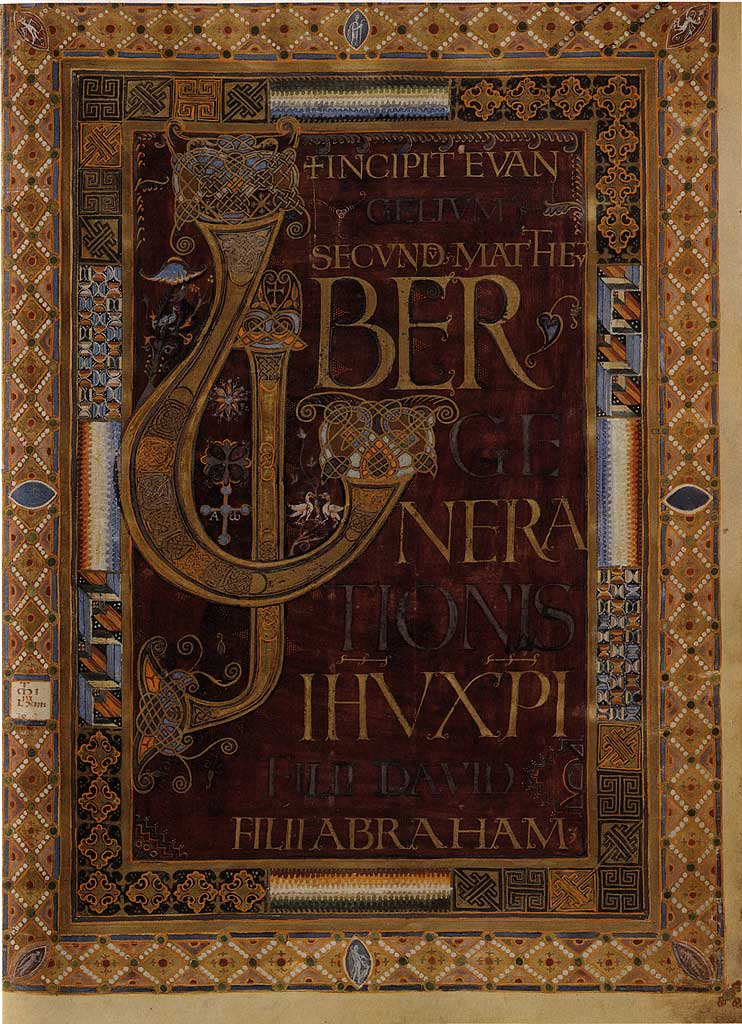
Incipit del vangelo secondo Matteo
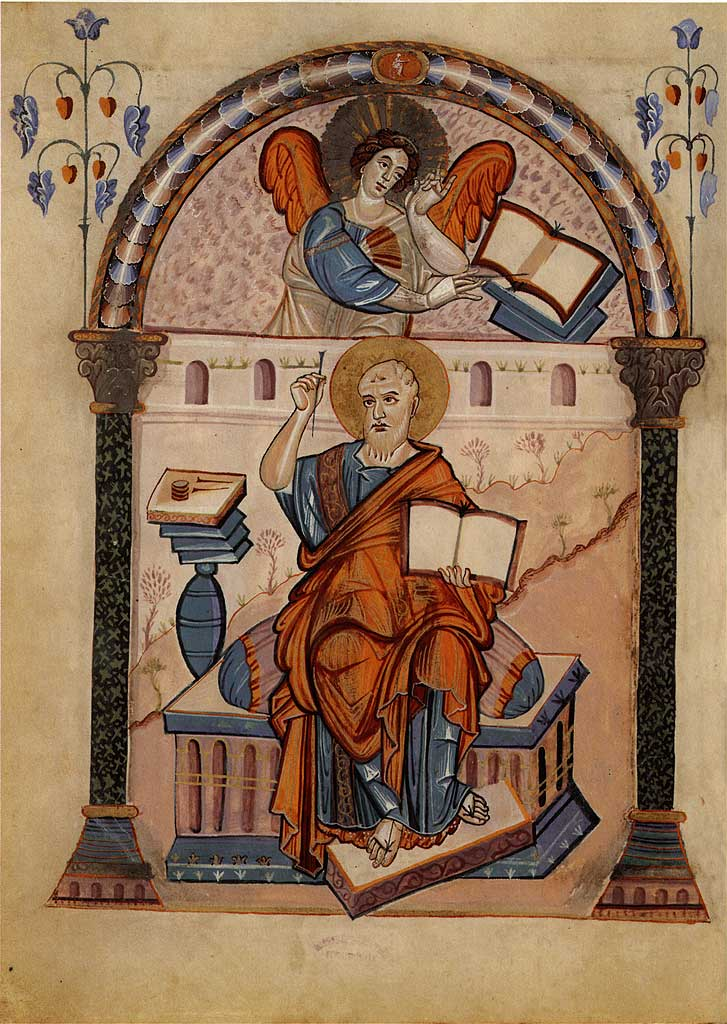
San Matteo
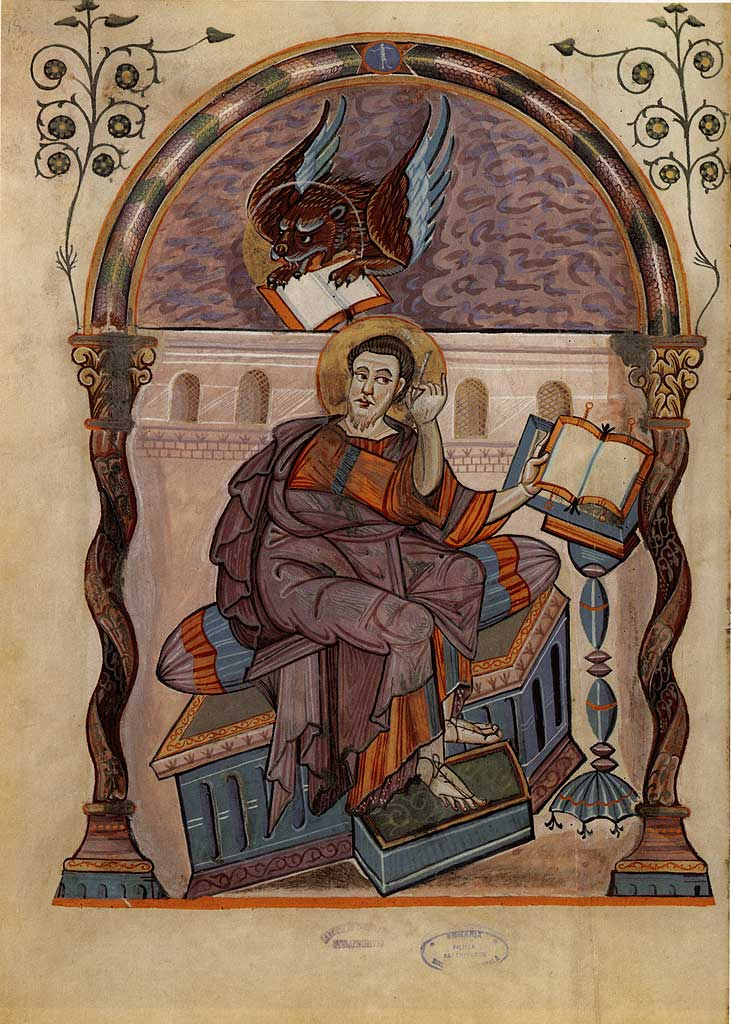
San Marco
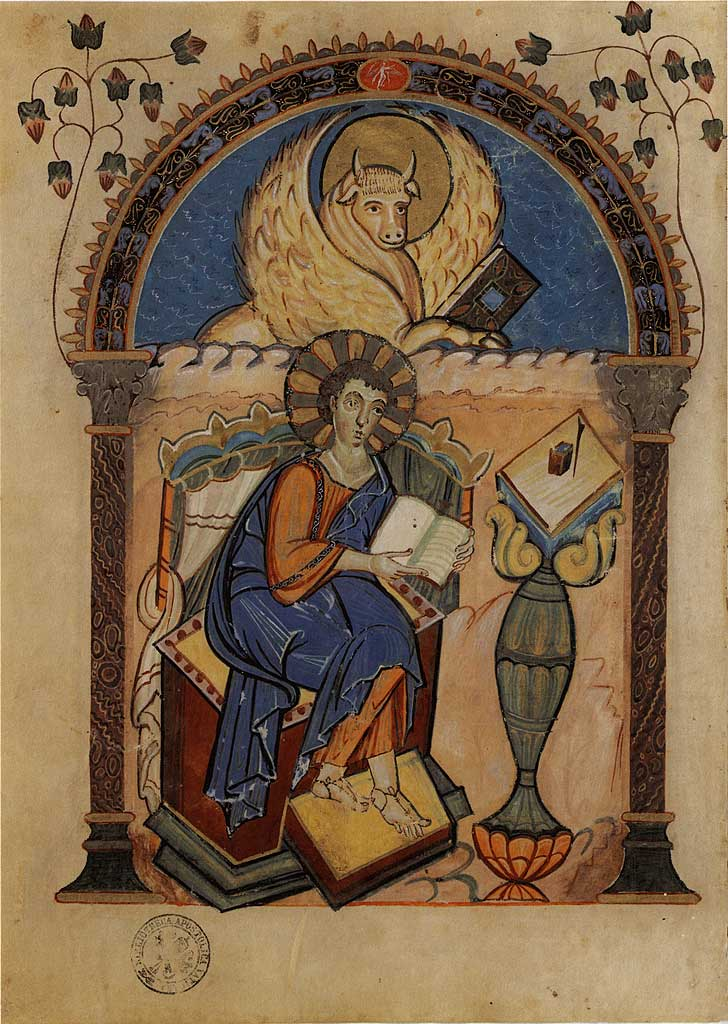
San Luca
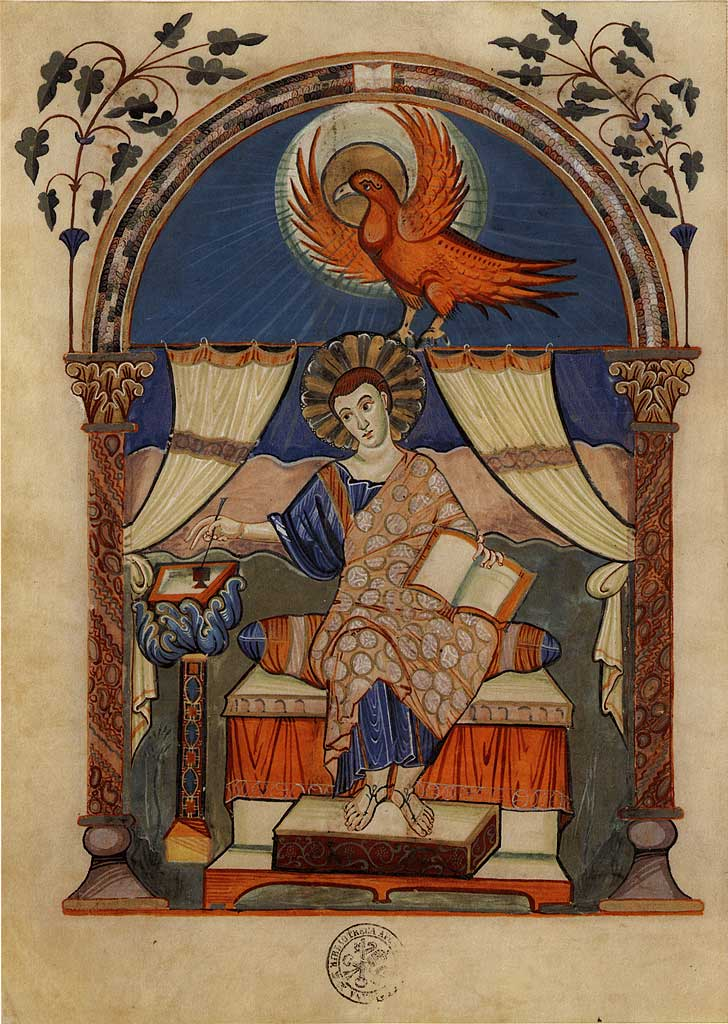
San Giovanni